# Luke Combs/Diskografie
Diese Diskografie ist eine Übersicht über die musikalischen Werke des US-amerikanischen Country-Sängers Luke Combs. Den Schallplattenauszeichnungen zufolge hat er bisher mehr als 172,8 Millionen Tonträger verkauft, davon alleine in seiner Heimat über 155,5 Millionen. Seine erfolgreichste Veröffentlichung ist die Single Beautiful Crazy mit über 15,5 Millionen verkauften Einheiten.

## Alben

### Studioalben
| Jahr | Titel Musiklabel                                                                 | Höchstplatzierung, Gesamtwochen, AuszeichnungChartplatzierungen (Jahr, Titel, Musiklabel, Platzierungen, Wochen, Auszeichnungen, Anmerkungen) | Höchstplatzierung, Gesamtwochen, AuszeichnungChartplatzierungen (Jahr, Titel, Musiklabel, Platzierungen, Wochen, Auszeichnungen, Anmerkungen) | Höchstplatzierung, Gesamtwochen, AuszeichnungChartplatzierungen (Jahr, Titel, Musiklabel, Platzierungen, Wochen, Auszeichnungen, Anmerkungen) | Höchstplatzierung, Gesamtwochen, AuszeichnungChartplatzierungen (Jahr, Titel, Musiklabel, Platzierungen, Wochen, Auszeichnungen, Anmerkungen) | Anmerkungen                                                                        |
| Jahr | Titel Musiklabel                                                                 | CH | UK | US | Country | Anmerkungen                                                                        |
| ---- | -------------------------------------------------------------------------------- | --- | --- | --- | --- | ---------------------------------------------------------------------------------- |
| 2017 | This One’s for You / This One’s for You Too River House Artists LLC / Sony Music | — | UK83 Gold · (2 Wo.)UK | US4 ×7Siebenfachplatin · (… Wo.)US | Country1 (… Wo.)Country | Erstveröffentlichung: 2. Juni 2017 Verkäufe: 7.870.000; Charteinstieg UK erst 2023 |
| 2019 | What You See Is What You Get River House Artists LLC / Sony Music                | CH96 (1 Wo.)CH | UK27 Gold · (2 Wo.)UK | US1 ×5Fünffachplatin · (266 Wo.)US | Country1 (… Wo.)Country | Erstveröffentlichung: 8. November 2019 Verkäufe: 5.290.000                         |
| 2022 | Growin’ Up River House Artists LLC / Sony Music                                  | CH53 (1 Wo.)CH | UK9 Silber · (2 Wo.)UK | US2 Platin · (80 Wo.)US | Country1 (116 Wo.)Country | Erstveröffentlichung: 24. Juni 2022 Verkäufe: 1.270.000                            |
| 2023 | Gettin’ Old River House Artists LLC / Sony Music                                 | CH64 (1 Wo.)CH | UK5 Gold · (19 Wo.)UK | US4 ×2Doppelplatin · (… Wo.)US | Country2 (… Wo.)Country | Erstveröffentlichung: 24. März 2023 Verkäufe: 2.360.000                            |
| 2024 | Fathers & Sons Seven Ridges Records / Sony Music                                 | CH56 (2 Wo.)CH | UK14 (3 Wo.)UK | US6 (10 Wo.)US | Country2 (18 Wo.)Country | Erstveröffentlichung: 14. Juni 2024                                                |

### EPs
| Jahr | Titel Musiklabel                                        | Höchstplatzierung, Gesamtwochen, AuszeichnungChartplatzierungen (Jahr, Titel, Musiklabel, Platzierungen, Wochen, Auszeichnungen, Anmerkungen) | Höchstplatzierung, Gesamtwochen, AuszeichnungChartplatzierungen (Jahr, Titel, Musiklabel, Platzierungen, Wochen, Auszeichnungen, Anmerkungen) | Höchstplatzierung, Gesamtwochen, AuszeichnungChartplatzierungen (Jahr, Titel, Musiklabel, Platzierungen, Wochen, Auszeichnungen, Anmerkungen) | Höchstplatzierung, Gesamtwochen, AuszeichnungChartplatzierungen (Jahr, Titel, Musiklabel, Platzierungen, Wochen, Auszeichnungen, Anmerkungen) | Anmerkungen                             |
| Jahr | Titel Musiklabel                                        | CH | UK | US | Country | Anmerkungen                             |
| ---- | ------------------------------------------------------- | --- | --- | --- | --- | --------------------------------------- |
| 2015 | This One’s for You River House Artists LLC / Sony Music | — | — | US151 (10 Wo.)US | Country24 (21 Wo.)Country | Erstveröffentlichung: 27. November 2015 |
| 2019 | The Prequel River House Artists LLC / Sony Music        | — | — | US4 (22 Wo.)US | Country1 (22 Wo.)Country | Erstveröffentlichung: 7. Juni 2019      |

## Singles

### Als Leadmusiker
| Jahr | Titel Album                                                          | Höchstplatzierung, Gesamtwochen, AuszeichnungChartplatzierungen (Jahr, Titel, Album, Platzierungen, Wochen, Auszeichnungen, Anmerkungen) | Höchstplatzierung, Gesamtwochen, AuszeichnungChartplatzierungen (Jahr, Titel, Album, Platzierungen, Wochen, Auszeichnungen, Anmerkungen) | Höchstplatzierung, Gesamtwochen, AuszeichnungChartplatzierungen (Jahr, Titel, Album, Platzierungen, Wochen, Auszeichnungen, Anmerkungen) | Höchstplatzierung, Gesamtwochen, AuszeichnungChartplatzierungen (Jahr, Titel, Album, Platzierungen, Wochen, Auszeichnungen, Anmerkungen) | Anmerkungen                                                                                 |
| Jahr | Titel Album                                                          | CH | UK | US | Country | Anmerkungen                                                                                 |
| --- | -------------------------------------------------------------------- | --- | --- | --- | --- | ------------------------------------------------------------------------------------------- |
| 2016 | Hurricane This One’s for You                                         | — | UK— GoldUK | US31 Diamant + Platin · (22 Wo.)US | Country3 (52 Wo.)Country | Erstveröffentlichung: 3. Oktober 2016 Verkäufe: 11.910.000                                  |
| 2017 | Used to You –                                                        | — | — | US— GoldUS | — | Erstveröffentlichung: 2. Juni 2017 Verkäufe: 535.000                                        |
| 2017 | When It Rains It Pours This One’s for You                            | — | UK— PlatinUK | US33 ×2Diamant + Doppelplatin · (20 Wo.)US                                                                                               | Country1 (30 Wo.)Country | Erstveröffentlichung: 19. Juni 2017 Verkäufe: + 13.580.000                                  |
| 2018 | One Number Away This One’s for You                                   | — | UK— SilberUK | US34 ×6Sechsfachplatin · (20 Wo.)US | Country3 (33 Wo.)Country | Erstveröffentlichung: 8. Januar 2018 Verkäufe: + 6.420.000                                  |
| 2018 | She Got the Best of Me This One’s for You Too                        | — | UK— GoldUK | US31 Diamant · (23 Wo.)US | Country2 (37 Wo.)Country | Erstveröffentlichung: 9. Juli 2018 Verkäufe: + 10.960.000                                   |
| 2018 | Beautiful Crazy This One’s for You Too                               | — | UK— PlatinUK | US21 ×4Diamant + Vierfachplatin · (31 Wo.)US                                                                                             | Country1 (55 Wo.)Country | Erstveröffentlichung: 3. Dezember 2018 Verkäufe: + 15.560.000                               |
| 2019 | Beer Never Broke My Heart The Prequel • What You See Is What You Get | — | UK— SilberUK | US21 ×8Achtfachplatin · (21 Wo.)US | Country2 (26 Wo.)Country | Erstveröffentlichung: 8. Mai 2019 Verkäufe: + 8.870.000                                     |
| 2019 | Even Though I’m Leaving The Prequel • What You See Is What You Get   | — | UK— SilberUK | US11 ×4Vierfachplatin · (24 Wo.)US | Country2 (37 Wo.)Country | Erstveröffentlichung: 8. September 2019 Verkäufe: + 4.500.000                               |
| 2020 | Does to Me What You See Is What You Get                              | — | — | US20 ×3Dreifachplatin · (19 Wo.)US | Country4 (26 Wo.)Country | Erstveröffentlichung: 10. Februar 2020 Verkäufe: + 3.230.000; feat. Eric Church             |
| 2020 | Six Feet Apart What You See Is What You Get (Deluxe Edition)         | — | — | US58 Platin · (2 Wo.)US | Country10 (20 Wo.)Country | Erstveröffentlichung: 1. Mai 2020 Verkäufe: + 1.150.000                                     |
| 2020 | Lovin’ on You The Prequel • What You See Is What You Get             | — | — | US23 ×3Dreifachplatin · (20 Wo.)US | Country3 (26 Wo.)Country | Erstveröffentlichung: 22. Juni 2020 Verkäufe: + 3.230.000                                   |
| 2020 | Better Together What You See Is What You Get                         | — | UK— SilberUK | US15 ×5Fünffachplatin · (25 Wo.)US | Country1 (48 Wo.)Country | Erstveröffentlichung: 12. Oktober 2020 Verkäufe: + 5.500.000                                |
| 2021 | Forever After All What You See Ain’t Always What You Get             | — | UK— GoldUK | US2 ×8Achtfachplatin · (45 Wo.)US | Country1 (52 Wo.)Country | Erstveröffentlichung: 8. März 2021 Verkäufe: + 8.690.000                                    |
| 2021 | Cold as You What You See Ain’t Always What You Get                   | — | — | US32 ×2Doppelplatin · (20 Wo.)US | Country5 (26 Wo.)Country | Erstveröffentlichung: 19. Juli 2021 Verkäufe: + 2.035.000                                   |
| 2021 | South on Ya –                                                        | — | — | — | Country25 (5 Wo.)Country | Erstveröffentlichung: 26. August 2021                                                       |
| 2021 | Doin’ This Growin’ Up                                                | — | — | US26 ×2Doppelplatin · (22 Wo.)US | Country2 (28 Wo.)Country | Erstveröffentlichung: 10. November 2021 Verkäufe: + 2.070.000                               |
| 2022 | The Kind of Love We Make Growin’ Up                                  | — | UK72 Platin · (14 Wo.)UK | US8 ×6Sechsfachplatin · (32 Wo.)US | Country1 (37 Wo.)Country | Erstveröffentlichung: 17. Juni 2022 Verkäufe: + 7.080.000                                   |
| 2022 | Going, Going, Gone Growin’ Up                                        | — | UK— SilberUK | US23 ×3Dreifachplatin · (22 Wo.)US | Country5 (26 Wo.)Country | Erstveröffentlichung: 16. Dezember 2022 Verkäufe: + 3.300.000                               |
| 2023 | Growin’ Up and Gettin’ Old Gettin’ Old                               | — | — | US54 Platin · (5 Wo.)US | Country18 (20 Wo.)Country | Erstveröffentlichung: 27. Januar 2023 Verkäufe: + 1.000.000                                 |
| 2023 | Love You Anyway Gettin’ Old                                          | — | UK62 Silber · (1 Wo.)UK | US15 ×3Dreifachplatin · (33 Wo.)US | Country3 (29 Wo.)Country | Erstveröffentlichung: 10. Februar 2023 Verkäufe: + 3.280.000                                |
| 2023 | Joe Gettin’ Old                                                      | — | — | US89 (1 Wo.)US | Country22 (2 Wo.)Country | Erstveröffentlichung: 24. Februar 2022                                                      |
| 2023 | 5 Leaf Clover Gettin’ Old                                            | — | UK83 (2 Wo.)UK | US33 Platin · (7 Wo.)US | Country11 (16 Wo.)Country | Erstveröffentlichung: 17. März 2023 Verkäufe: + 1.000.000                                   |
| 2023 | Fast Car Gettin’ Old                                                 | — | UK30 Platin · (28 Wo.)UK | US2 ×7Siebenfachplatin · (56 Wo.)US | Country1 (53 Wo.)Country | Erstveröffentlichung: 12. August 2023 (Live) Verkäufe: + 8.670.000; Original: Tracy Chapman |
| 2024 | Ain’t No Love in Oklahoma Twisters: The Album                        | — | UK50 Silber · (15 Wo.)UK | US13 (27 Wo.)US | Country3 (26 Wo.)Country | Erstveröffentlichung: 16. Mai 2024 Verkäufe: + 355.000                                      |
| 2024 | The Man He Sees in Me Fathers & Sons                                 | — | UK78 (1 Wo.)UK | US39 Gold · (3 Wo.)US | Country13 (4 Wo.)Country | Erstveröffentlichung: 6. Juni 2024 Verkäufe: + 500.000                                      |
| 2025 | Back in the Saddle –                                                 | — | — | US38 (… Wo.)US | Country9 (… Wo.)Country | Erstveröffentlichung: 25. Juli 2025                                                         |
| Folgende Lieder erschienen nicht als Single, wurden aber durch das Album zum Download und Streaming bereitgestellt und konnten somit eine Platzierung erlangen: |                                                                      | | | | |                                                                                             |
| |                                                                      | | | | |                                                                                             |
| 2018 | Must’ve Never Met You This One’s for You Too                         | — | — | US81 ×3Dreifachplatin · (1 Wo.)US | Country14 (20 Wo.)Country | Verkäufe: + 3.070.000                                                                       |
| 2018 | Houston, We Got a Problem This One’s for You Too                     | — | — | US— ×2DoppelplatinUS | Country22 (20 Wo.)Country | Verkäufe: + 2.070.000                                                                       |
| 2018 | A Long Way This One’s for You Too                                    | — | — | US— GoldUS | Country33 (1 Wo.)Country | Verkäufe: + 535.000                                                                         |
| 2019 | Refrigerator Door The Prequel • What You See Is What You Get         | — | — | US— PlatinUS | Country20 (11 Wo.)Country | Verkäufe: + 1.110.000                                                                       |
| 2019 | Moon over Mexico The Prequel • What You See Is What You Get          | — | — | US— PlatinUS | Country21 (7 Wo.)Country | Verkäufe: + 1.035.000                                                                       |
| 2019 | What You See Is What You Get                                         | — | — | US— PlatinUS | Country30 (7 Wo.)Country | Verkäufe: + 1.075.000                                                                       |
| 2019 | All over Again What You See Is What You Get                          | — | — | US— GoldUS | Country36 (2 Wo.)Country | Verkäufe: + 535.000                                                                         |
| 2019 | Reasons What You See Is What You Get                                 | — | — | US— GoldUS | Country38 (2 Wo.)Country | Verkäufe: + 575.000                                                                         |
| 2019 | Nothing Like You What You See Is What You Get                        | — | — | US— PlatinUS | Country41 (4 Wo.)Country | Verkäufe: + 1.075.000                                                                       |
| 2019 | Blue Collar Boys What You See Is What You Get                        | — | — | US— GoldUS | Country42 (1 Wo.)Country | Verkäufe: + 535.000                                                                         |
| 2019 | Dear Today What You See Is What You Get                              | — | — | US— GoldUS | Country43 (1 Wo.)Country | Verkäufe: + 500.000                                                                         |
| 2019 | New Every Day What You See Is What You Get                           | — | — | US— GoldUS | Country45 (1 Wo.)Country | Verkäufe: + 500.000                                                                         |
| 2019 | Every Little Bit Helps What You See Is What You Get                  | — | — | US— GoldUS | Country47 (1 Wo.)Country | Verkäufe: + 535.000                                                                         |
| 2019 | Angels Workin’ Overtime What You See Is What You Get                 | — | — | — | Country49 (1 Wo.)Country |                                                                                             |
| 2020 | The Other Guy What You See Ain’t Always What You Get                 | — | — | US69 Gold · (1 Wo.)US | Country19 (3 Wo.)Country | Verkäufe: + 500.000                                                                         |
| 2020 | My Kinda Folk What You See Ain’t Always What You Get                 | — | — | — | Country27 (1 Wo.)Country |                                                                                             |
| 2022 | Outrunnin’ Your Memory Growin’ Up                                    | — | — | US— GoldUS | Country27 (2 Wo.)Country | Verkäufe: + 500.000; feat. Miranda Lambert                                                  |
| 2022 | Any Given Friday Night Growin’ Up                                    | — | — | — | Country38 (1 Wo.)Country |                                                                                             |
| 2022 | On the Other Line Growin’ Up                                         | — | — | — | Country42 (1 Wo.)Country |                                                                                             |
| 2022 | Used to Wish I Was Growin’ Up                                        | — | — | — | Country44 (1 Wo.)Country |                                                                                             |
| 2022 | Middle of Somewhere Growin’ Up                                       | — | — | — | Country45 (1 Wo.)Country |                                                                                             |
| 2022 | Better Back When Growin’ Up                                          | — | — | — | Country47 (1 Wo.)Country |                                                                                             |
| 2022 | Call Me Growin’ Up                                                   | — | — | — | Country49 (1 Wo.)Country |                                                                                             |
| 2023 | You Found Yours Gettin’ Old                                          | — | — | — | Country40 (1 Wo.)Country | Charteinstieg: 8. April 2023                                                                |
| 2023 | Hannah Ford Road Gettin’ Old                                         | — | — | — | Country50 (1 Wo.)Country | Charteinstieg: 8. April 2023                                                                |
| 2023 | Where the Wild Things Are Gettin’ Old                                | — | UK— GoldUK | US26 ×4Vierfachplatin · (22 Wo.)US | Country4 (31 Wo.)Country | Charteinstieg: 4. November 2023 Verkäufe: + 4.650.000                                       |
| 2024 | Remember Him That Way Fathers & Sons                                 | — | UK91 (1 Wo.)UK | US35 Gold · (3 Wo.)US | Country12 (11 Wo.)Country | Charteinstieg: 27. Juni 2024 Verkäufe: + 500.000                                            |
| 2024 | Front Door Famous Fathers & Sons                                     | — | — | US95 (1 Wo.)US | Country12 (2 Wo.)Country | Charteinstieg: 29. Juni 2024                                                                |
| 2024 | Huntin’ By Yourself Fathers & Sons                                   | — | — | — | Country31 (2 Wo.)Country | Charteinstieg: 29. Juni 2024                                                                |
| 2024 | In Case I Ain’t Around Fathers & Sons                                | — | — | — | Country33 (1 Wo.)Country | Charteinstieg: 29. Juni 2024                                                                |
| 2024 | Little Country Boys Fathers & Sons                                   | — | — | — | Country39 (1 Wo.)Country | Charteinstieg: 29. Juni 2024                                                                |
| 2024 | Whoever You Turn Out to Be Fathers & Sons                            | — | — | — | Country44 (… Wo.)Country | Charteinstieg: 29. Juni 2024                                                                |

### Als Gastmusiker
| Jahr | Titel Album                                            | Höchstplatzierung, Gesamtwochen, AuszeichnungChartplatzierungen (Jahr, Titel, Album, Platzierungen, Wochen, Auszeichnungen, Anmerkungen) | Höchstplatzierung, Gesamtwochen, AuszeichnungChartplatzierungen (Jahr, Titel, Album, Platzierungen, Wochen, Auszeichnungen, Anmerkungen) | Höchstplatzierung, Gesamtwochen, AuszeichnungChartplatzierungen (Jahr, Titel, Album, Platzierungen, Wochen, Auszeichnungen, Anmerkungen) | Höchstplatzierung, Gesamtwochen, AuszeichnungChartplatzierungen (Jahr, Titel, Album, Platzierungen, Wochen, Auszeichnungen, Anmerkungen) | Anmerkungen |
| Jahr | Titel Album                                            | CH | UK | US | Country | Anmerkungen |
| --- | ------------------------------------------------------ | --- | --- | --- | --- | --- |
| 2020 | Cold Beer Calling My Name Bet You’re From a Small Town | — | — | US26 (19 Wo.)US | Country3 (26 Wo.)Country | Erstveröffentlichung: 14. April 2020 Verkäufe: + 35.000; Jameson Rodgers feat. Luke Combs                                                     |
| 2023 | Different ’Round Here –                                | — | — | US60 Gold · (11 Wo.)US | Country15 (26 Wo.)Country | Erstveröffentlichung: 11. Mai 2023 Verkäufe: + 580.000; Riley Green feat. Luke Combs                                                          |
| 2024 | Guy for That F-1 Trillion                              | — | UK25 Silber · (9 Wo.)UK | US17 (27 Wo.)US | Country7 (30 Wo.)Country | Erstveröffentlichung: 26. Juli 2024 Verkäufe: + 220.000; Post Malone feat. Luke Combs #13 der deutschen Single-Trend-Charts am 2. August 2024 |
| 2025 | Backup Plan Different Night Same Rodeo                 | — | — | US31 (… Wo.)US | Country6 (… Wo.)Country | Erstveröffentlichung: 2. Mai 2025 Bailey Zimmerman feat. Luke Combs                                                                           |
| 2025 | Ordinary (Live From Lollapalooza) –                    | — | — | — | Country41 (… Wo.)Country | Erstveröffentlichung: 7. August 2025 Alex Warren feat. Luke Combs                                                                             |
| Folgende Lieder erschienen nicht als Single, wurden aber durch das Album zum Download und Streaming bereitgestellt und konnten somit eine Platzierung erlangen: |                                                        | | | | | |
| |                                                        | | | | | |
| 2019 | Brand New Man Reboot                                   | — | — | US— PlatinUS | Country30 (9 Wo.)Country | Verkäufe: + 1.230.000; Brooks & Dunn feat. Luke Combs                                                                                         |
| 2023 | Life Goes On –                                         | — | — | US66 (2 Wo.)US | Country47 (3 Wo.)Country | Charteinstieg: 27. Mai 2023 Ed Sheeran feat. Luke Combs                                                                                       |
| 2024 | Missin’ You Like This F-1 Trillion                     | — | — | US63 (1 Wo.)US | Country27 (2 Wo.)Country | Post Malone feat. Luke Combs |

## Promoveröffentlichungen
Promo-Singles

| Jahr | Titel Album                                               | Höchstplatzierung, Gesamtwochen, AuszeichnungChartplatzierungen (Jahr, Titel, Album, Platzierungen, Wochen, Auszeichnungen, Anmerkungen) | Höchstplatzierung, Gesamtwochen, AuszeichnungChartplatzierungen (Jahr, Titel, Album, Platzierungen, Wochen, Auszeichnungen, Anmerkungen) | Höchstplatzierung, Gesamtwochen, AuszeichnungChartplatzierungen (Jahr, Titel, Album, Platzierungen, Wochen, Auszeichnungen, Anmerkungen) | Höchstplatzierung, Gesamtwochen, AuszeichnungChartplatzierungen (Jahr, Titel, Album, Platzierungen, Wochen, Auszeichnungen, Anmerkungen) | Anmerkungen                                                                       |
| Jahr | Titel Album                                               | CH | UK | US | Country | Anmerkungen                                                                       |
| ---- | --------------------------------------------------------- | --- | --- | --- | --- | --------------------------------------------------------------------------------- |
| 2019 | 1, 2 Many What You See Is What You Get                    | — | UK— SilberUK | US97 ×2Doppelplatin · (1 Wo.)US | Country20 (16 Wo.)Country | Erstveröffentlichung: 28. Juni 2019 Verkäufe: + 2.420.000; mit Brooks & Dunn      |
| 2020 | Without You What You See Is What You Get (Deluxe Edition) | — | — | US70 Gold · (2 Wo.)US | Country15 (8 Wo.)Country | Erstveröffentlichung: 18. September 2020 Verkäufe: + 535.000; feat. Amanda Shires |
| 2022 | Tomorrow Me Growin’ Up                                    | — | — | US61 Platin · (4 Wo.)US | Country13 (20 Wo.)Country | Erstveröffentlichung: 22. April 2022 Verkäufe: + 1.035.000                        |

## Statistik

### Chartauswertung
|                     | CH    | UK    | US    | Country         |
| ------------------- | ----- | ----- | ----- | --------------- |
| Nummer-eins-Alben   | CH—CH | UK—UK | US1US | Country4Country |
| Top-10-Alben        | CH—CH | UK2UK | US6US | Country6Country |
| Alben in den Charts | CH4CH | UK5UK | US7US | Country7Country |

|                       | CH    | UK    | US     | Country          |
| --------------------- | ----- | ----- | ------ | ---------------- |
| Nummer-eins-Singles   | CH—CH | UK—UK | US—US  | Country6Country  |
| Top-10-Singles        | CH—CH | UK—UK | US3US  | Country23Country |
| Singles in den Charts | CH—CH | UK8UK | US38US | Country67Country |

### Auszeichnungen für Musikverkäufe
| Goldene Schallplatte - Australien - 2021: für das Lied Honky Tonk Highway - 2021: für das Lied Moon over Mexico - 2021: für das Lied This One’s for You - 2021: für das Lied What You See Is What You Get - 2023: für die Single Cold Beer Calling My Name - 2023: für die Single Cold as You - 2023: für die Single Without You - 2023: für das Lied A Long Way - 2023: für das Lied All over Again - 2023: für das Lied Be Careful What You Wish For - 2023: für das Lied Blue Collar Boys - 2023: für das Lied Dive - 2023: für das Lied Don’t Tempt Me - 2023: für das Lied Every Little Bit Helps - 2023: für das Lied I Got Away with You - 2023: für das Lied Lonely One - 2023: für das Lied Memories Are Made Of - 2023: für das Lied Nothing Like You - 2023: für das Lied Out There - 2023: für das Lied Reasons - 2023: für die Single Tomorrow Me - 2023: für die Single Used to You - 2023: für das Album Growin’ Up - Brasilien - 2025: für die Single Guy for That - Kanada - 2020: für das Lied What You See Is What You Get - 2021: für das Lied Moon over Mexico - 2021: für das Lied Nothing Like You - 2021: für das Lied Reasons - 2021: für das Lied Refrigerator Door - Neuseeland - 2024: für die Single Ain’t No Love in Oklahoma - Schweden - 2023: für das Album This One’s for You - 2023: für das Album What You See Is What You Get - Vereinigte Staaten - 2023: für das Lied Be Careful What You Wish For - 2023: für das Lied Don’t Tempt Me - 2023: für das Lied Memories Are Made Of - 2023: für das Lied Lonely One - 2023: für das Lied Out There - 2023: für das Lied Honky Tonk Highway - 2023: für das Lied This One’s for You | Platin-Schallplatte - Australien - 2021: für das Lied Must’ve Never Met You - 2023: für das Lied Brand New Man - 2023: für die Single Does to Me - 2023: für die Single Doin’ This - 2023: für die Single Lovin’ on You - 2023: für die Single Six Feet Apart - 2023: für das Lied Houston, We Got a Problem - 2023: für das Lied Refrigerator Door - 2023: für die Single Going, Going, Gone - 2023: für die Single Life Goes On - 2024: für das Album Gettin’ Old - Kanada - 2018: für die Single One Number Away - 2018: für die Single She Got the Best of Me - 2020: für die Single 1, 2 Many - 2021: für die Single Forever After All - 2021: für die Single Six Feet Apart - 2023: für die Single Love You Anyway - 2023: für die Single Different ’Round Here - 2024: für das Lied Where the Wild Things Are - Neuseeland - 2024: für das Album Growin’ Up - 2024: für das Lied Where the Wild Things Are - 2024: für die Single Going, Going, Gone - Norwegen - 2023: für das Album This One’s for You - Vereinigte Staaten - 2023: für das Lied Outlaw - 2025: für das Lied Beer Can - 2025: für das Lied I Got Away with You 2× Platin-Schallplatte - Australien - 2023: für das Album What You See Is What You Get - 2023: für die Single 1, 2 Many - 2023: für die Single Better Together - 2023: für die Single Even Though I’m Leaving - 2023: für die Single One Number Away - 2024: für das Lied Where the Wild Things Are - 2025: für die Single Ain’t No Love in Oklahoma - Kanada - 2018: für die Single Hurricane - 2018: für die Single When It Rains It Pours - 2021: für die Single Even Though I’m Leaving - 2021: für die Single Does to Me - 2021: für die Single Better Together - 2021: für die Single Lovin’ on You - 2024: für das Album Gettin’ Old - 2024: für das Album Growin’ Up - Neuseeland - 2024: für die Single The Kind of Love We Make - 2024: für die Single She Got the Best of Me - 2025: für das Album Gettin’ Old - 2025: für das Album What You See Is What You Get | 3× Platin-Schallplatte - Australien - 2023: für die Single Forever After All - 2023: für das Album This One’s for You - Kanada - 2019: für die Single Beautiful Crazy - Neuseeland - 2024: für die Single Beautiful Crazy - 2024: für das Album This One’s for You - 2024: für die Single Fast Car 4× Platin-Schallplatte - Kanada - 2021: für die Single Beer Never Broke My Heart - Neuseeland - 2025: für die Single When It Rains It Pours 5× Platin-Schallplatte - Australien - 2023: für die Single Hurricane - 2024: für die Single Beer Never Broke My Heart 6× Platin-Schallplatte - Australien - 2024: für die Single Fast Car - 2024: für die Single She Got the Best of Me - 2024: für die Single The Kind of Love We Make - Kanada - 2024: für das Album What You See Is What You Get 7× Platin-Schallplatte - Kanada - 2024: für die Single Fast Car - 2025: für das Album This One’s for You 9× Platin-Schallplatte - Australien - 2024: für die Single Beautiful Crazy 10× Platin-Schallplatte - Australien - 2024: für die Single When It Rains It Pours |

Anmerkung: Auszeichnungen in Ländern aus den Charttabellen bzw. Chartboxen sind in ebendiesen zu finden.
| Land/RegionAuszeichnungen für Musikverkäufe (Land/Region, Auszeichnungen, Verkäufe, Quellen) | Silber       | Gold       | Platin         | Diamant     | Verkäufe    | Quellen              |
| -------------------------------------------------------------------------------------------- | ------------ | ---------- | -------------- | ----------- | ----------- | -------------------- |
| Australien (ARIA)                                                                            | —            | 23× Gold23 | 78× Platin78   | —           | 6.265.000   | aria.com.au          |
| Brasilien (PMB)                                                                              | —            | Gold1      | —              | —           | 20.000      | pro-musicabr.org.br  |
| Kanada (MC)                                                                                  | —            | 5× Gold5   | 53× Platin53   | —           | 4.440.000   | musiccanada.com      |
| Neuseeland (RMNZ)                                                                            | —            | Gold1      | 24× Platin24   | —           | 615.000     | radioscope.co.nz NZ2 |
| Norwegen (IFPI)                                                                              | —            | —          | Platin1        | —           | 20.000      | ifpi.no              |
| Schweden (IFPI)                                                                              | —            | 2× Gold2   | —              | —           | 30.000      | sverigetopplistan.se |
| Vereinigte Staaten (RIAA)                                                                    | —            | 21× Gold21 | 105× Platin105 | 4× Diamant4 | 155.500.000 | riaa.com             |
| Vereinigtes Königreich (BPI)                                                                 | 10× Silber10 | 7× Gold7   | 4× Platin4     | —           | 6.160.000   | bpi.co.uk            |
| Insgesamt                                                                                    | 10× Silber10 | 60× Gold60 | 265× Platin265 | 4× Diamant4 |             |                      |